# Örvattnet
Örvattnet este o arie protejată (arie specială de conservare — SAC, sit de importanță comunitară — SCI) din Suedia întinsă pe o suprafață de 40,6 ha, integral pe uscat.

## Localizare
Centrul sitului Örvattnet este situat la coordonatele 59°44′04″N 12°44′16″E / 59.7345°N 12.7377°E.

## Înființare
Situl Örvattnet a fost declarat sit de importanță comunitară în decembrie 1998 pentru a proteja un număr necunoscut de specii din flora spontană și fauna sălbatică aflate în arealul zonei. Situl a fost protejat și ca arie specială de conservare în martie 2011.

## Biodiversitate
Situată în ecoregiunea boreală, aria protejată conține 4 habitate naturale: Mlaștini turboase de tranziție și turbării mișcătoare, Lacuri și iazuri distrofice naturale, Mlaștini împădurite, Taiga vestică.
La baza desemnării sitului se află un număr nedeclarat de specii protejate.